# Eurhadina spinifera
Eurhadina spinifera är en insektsart som beskrevs av Huang och Zhang 1999. Eurhadina spinifera ingår i släktet Eurhadina och familjen dvärgstritar. Inga underarter finns listade i Catalogue of Life.